# Kviddtjärnen (Hjulsjö socken, Västmanland)
Kviddtjärnen är en sjö i Hällefors kommun i Västmanland och ingår i Norrströms huvudavrinningsområde.